# Aspilota flagimilis
Aspilota flagimilis är en stekelart som beskrevs av Fischer 1996. Aspilota flagimilis ingår i släktet Aspilota och familjen bracksteklar. Inga underarter finns listade.